# Viktoras Butkus (Theologe)
Viktoras Butkus (* 18. Januar 1923 in Tirkiliškiai, Gebiet Čekiškė, Bezirk Kaunas; † 15. Juli 1993 in Garliava) war ein litauischer Theologe.

## Leben
Von 1941 bis 1944 studierte er am Priesterseminar Vilkaviškis, von 1944 bis 1945 am Priesterseminar Kaunas und wurde 1945 zum Priester geweiht. Von 1959 bis 1961 studierte und promovierte er in Theologie an der Lateranuniversität in Rom.
Von 1952 bis 1956 und ab 1961 lehrte er am Priesterseminar Kaunas, von 1962 bis 1989 war er Regens, ab 1966 Professor, ab 1989 Mitglied des Senats und Dekan der Fakultät für katholische Theologie der Vytautas-Magnus-Universität Kaunas.

### KGB-Tätigkeit
Butkus war bereits vor dem Beginn seines Studiums vom KGB für nachrichtendienstliche Tätigkeit in den Kreisen des litauischen Exil-Klerus angeworben worden. Als Agent Fichte lieferte er, wie auch sein Mitstudent Romualdas Krikščiūnas, während seines Studiums Berichte an die sowjetischen Behörden.